# Byggdel
En byggdel är enligt det svenska klassifikationssystemet Coclass en del av byggnadsverk med karaktäristisk funktion, form eller läge, eller en kombination av dessa. Byggdelar indelas i tre nivåer av komplexitet:
1. Funktionella system
2. Konstruktiva system
3. Komponenter

Exempel på byggdelar:
- Väggsystem
- Belysnings och dagsljussystem
- Innerväggskonstruktion
- Frånluftsventilation
- Vätskeventil
- Bildskärm
- Markbeläggning
- Tilluftsdon
- Pelare